# Martin Lang
Martin Lang (Saarbrücken, 14 de junio de 1968) es un deportista alemán que compitió en piragüismo en la modalidad de eslalon. Ganó cuatro medallas en el Campeonato Mundial de Piragüismo en Eslalon entre los años 1991 y 1999, y tres medallas en el Campeonato Europeo de Piragüismo en Eslalon, en los años 1996 y 1998.

## Palmarés internacional
| Campeonato Mundial | Campeonato Mundial                   | Campeonato Mundial | Campeonato Mundial |
| Año                | Lugar                                | Medalla            | Competición        |
| ------------------ | ------------------------------------ | ------------------ | ------------------ |
| 1991               | Tacen (Yugoslavia)                   | Medalla de oro     | C1 individual      |
| 1993               | Mezzana (Italia)                     | Medalla de oro     | C1 individual      |
| 1995               | Nottingham (Reino Unido)             | Medalla de oro     | C1 por equipos     |
| 1999               | Seo de Urgel (España)                | Medalla de plata   | C1 por equipos     |
| Campeonato Europeo |                                      |                    |                    |
| Año                | Lugar                                | Medalla            | Competición        |
| 1996               | Augsburgo (Alemania)                 | Medalla de oro     | C1 por equipos     |
| 1996               | Augsburgo (Alemania)                 | Medalla de bronce  | C1 individual      |
| 1998               | Roudnice nad Labem (República Checa) | Medalla de plata   | C1 por equipos     |